# Cassandra Sánchez Navarro
Cassandra Sánchez Navarro (Ciudad de México, 3 de julio de 1991) es una actriz mexicana. Hija de la actriz Mónica Sánchez-Navarro, sobrina del actor Rafael Sánchez-Navarro y nieta de los actores Manolo Fábregas y Fela Fábregas, bisnieta de la actriz Fanny Schiller y tataranieta de la actriz Virginia Fábregas.

## Biografía
Estudio interpretación y dramaturgia en el Centro de Educación Artística de Televisa (CEA) del cual se matriculó en 2011 año en el que también debutó en televisión en la telenovela Una familia con suerte.
En 2012 se da a conocer al participar en la telenovela Corona de lágrimas producción de José Alberto Castro y donde comparte créditos con Victoria Ruffo y Ernesto Laguardia. También participa en el cortometraje "A broken code" y en la cinta de Michael Feifer "Gabe the cupid dog".
En 2013 fue ganadora del Premio TVyNovelas como mejor actriz revelación y realizó un papel antagónico en la telenovela Quiero amarte personificando a Flavia.
Dos años más tarde tiene una actuación especial en la producción de MaPat, La sombra del pasado y también apareció en dos episodios de la serie estadounidense Sense8.
En 2016 se integró al elenco de la serie mexicana Yago de la productora Carmen Armendáriz.
En 2019 participa en la bioserie Silvia Pinal, frente a ti, producción de Carla Estrada donde interpreta a Viridiana Alatriste, la fallecida hija de la primera actriz Silvia Pinal.

## Trayectoria

### Televisión
| Año       | Proyecto                             | Personaje                                        |
| --------- | ------------------------------------ | ------------------------------------------------ |
| 2011-2012 | Una familia con suerte               | Salomé                                           |
| 2012-2022 | Corona de lágrimas                   | Consuelo María del Pilar "Chelito" Durán Requena |
| 2013-2014 | Quiero amarte                        | Flavia Montesinos Ugarte                         |
| 2014-2015 | La sombra del pasado                 | Verónica Santos                                  |
| 2015      | Sense8                               | Nuri                                             |
| 2016      | Yago                                 | Ximena Saide Galván                              |
| 2018      | La bella y las bestias               | Penélope Zapata                                  |
| 2018-2019 | Las Buchonas                         | Gabriela León                                    |
| 2019      | Silvia Pinal, frente a ti            | Viridiana Alatriste                              |
| 2019-2020 | El Dragón: El regreso de un guerrero | Chisca Garza                                     |
| 2020      | ¿Quién es la máscara?                | Ella misma - Unicornio                           |
| 2023      | Candy Cruz                           | Candy Cruz                                       |
| 2023      | La hora marcada                      | Bea                                              |
| 2024      | El juego de las llaves               | Daniela Escobar                                  |
| 2024      | Consuelo                             | Consuelo de Portillo                             |
| 2024-2025 | El extraño retorno de Diana Salazar  | Irene Vallejo / Inés Betancourt                  |
| 2025      | Mujeres asesinas                     | Adriana                                          |

### Cine
| Año  | Película                              | Personaje          |
| ---- | ------------------------------------- | ------------------ |
| 2012 | Gabe the Cupid Dog                    | Chica en bikini #2 |
| 2012 | A Broken Code                         | Angie              |
| 2015 | Vidas violentas (segmento Una Selfie) |                    |
| 2017 | Café con leche                        | Liz Gómez          |
| 2020 | Cindy la Regia                        | Cindy Garza        |
| 2023 | Tangos, tequilas y algunas mentiras   | Lu                 |
| 2024 | Todas menos tu                        | Sandra             |
| 2025 | Mesa de Regalos                       | Antonia Sánchez    |
| 2025 | Loco por ella                         | Laura              |

## Premios y nominaciones

### Premios TVyNovelas
| Año  | Categoría                 | Proyecto           | Resultado |
| ---- | ------------------------- | ------------------ | --------- |
| 2013 | Mejor revelación femenina | Corona de lágrimas | Ganadora  |